# Mahesana

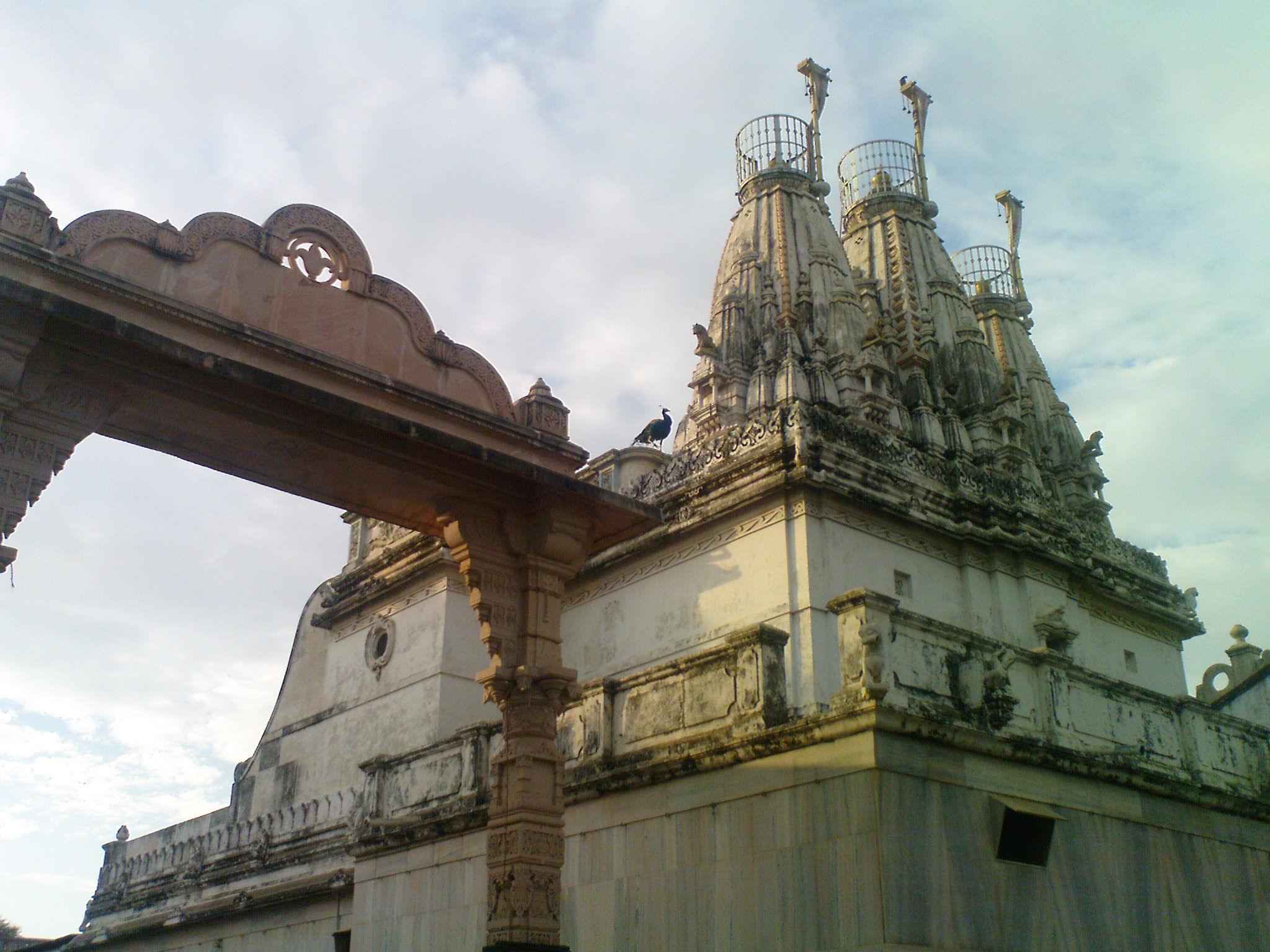
Tempel i Mahesana.

Mahesana (eller Mehsana) är en stad i delstaten Gujarat i Indien, och är administrativ huvudort för ett distrikt med samma namn. Folkmängden uppgick till 184 991 invånare vid folkräkningen 2011, med förorter 190 753 invånare.